# أي يو إي
أي يو إي (بالروسية: АУЕ، А.У.Е.) هي منظمة غير رسمية ومخفية جيدًا ومُعرَّفة بشكل غامض للمجرمين الروس، وتتألف أساسًا من الأطفال والمراهقين، الذين غالبًا ما يحكمهم بشكل غير مباشر مجرمون بالغون. بدأت قصة المنظمة في عام 1980 ولكنها ظهرت فقط في عام 2010. في 17 أغسطس 2020، قضت المحكمة العليا للاتحاد الروسي بالاعتراف بالحركة على أنها متطرفة.

## أحداث زمنية
في عام 2011، حددت الشرطة عصابة تعمل في قرية بريسكوفي، مقاطعة نيرشينسكي، إقليم كراي زا بايكالسكي. ضمت العصابة ما يقرب من عشرين شخصًا، هاجموا مكتبًا للبضائع. قام المغيرون بضرب الحارس بوحشية، ولكن انطلق جرس الإنذار في الغرفة واضطروا إلى الفرار. تمكن الحارس من التعرف على أحد المجرمين، وعثر المحققون على أعضاء العصابة الباقين. وضمت العصابة مراهقين وشبان من عائلات ثرية تتراوح أعمارهم بين 15 و 22 عامًا. فرض أعضاء العصابة أفكار اللصوص في مدرستهم وفي الصفوف الابتدائية. وبحسب الصحيفة المحلية، كان في كل فصل «مراقبون» يجمعون الضريبة من زملائهم في «الصندوق المشترك». وبحسب الشرطة، تم تحويل بعض الأموال من «الصندوق المشترك» إلى أفراد عصابة في منطقة تقع في أراضي القرية.
في عام 2013، في مدينة تشيتا، كراي زا بايكالسكي (إقليم عبر البايكال)، اندلعت أعمال شغب جماعية في الكليات المهنية / التقنية رقم 6 و 14. تم الإبلاغ عن حالة الرهائن. وشارك في المداهمات قرابة 100 شرطي. تم اعتقال 30 شابًا (منهم فتاتان)، وتم الإبلاغ عن أضرار بقيمة مليون روبل.  ربطته السلطات الاحداث بتأثيرالمنظمة.
في جمهورية بورياتيا، في قرية مالي كونالي، انتهى العرض المحلي في يوم النصر (9 مايو) بعنف عندما اقترب حشد من الناس من دار الحضانة الحكومية (دار الأيتام المحلية). بدأ ثلاثة صبية من هذه الدار (اثنان منهم لهما سوابق جنائية سابقة، والآخر قيد التحقيق الجنائي الحالي) في إلقاء الحجارة على رجال الشرطة. وأصيب ثلاثة من ضباط الشرطة.
تم الكشف عن نشاط إجرامي للمنظمة في ديسمبر 2016 في سلاح المتدربين التابع للحرس العسكري الحكومي في بلدة أوسوليي-سيبيروسكيي، منطقة إيركوتسك. عندما هرب أحد الطلاب المتدربين والمتهم بالابتزاز وطلب المساعدة من مدرس؛ ذهب كلاهما إلى الشرطة لكن مديري السلك نفوا القصة كاملة. فُصل المعلم فيما بعد. عمل مدير الفيلق، إيغور بيمنوف، سابقًا كمدير سجن ووظف 17 مدانًا سابقًا للعمل في السلك.

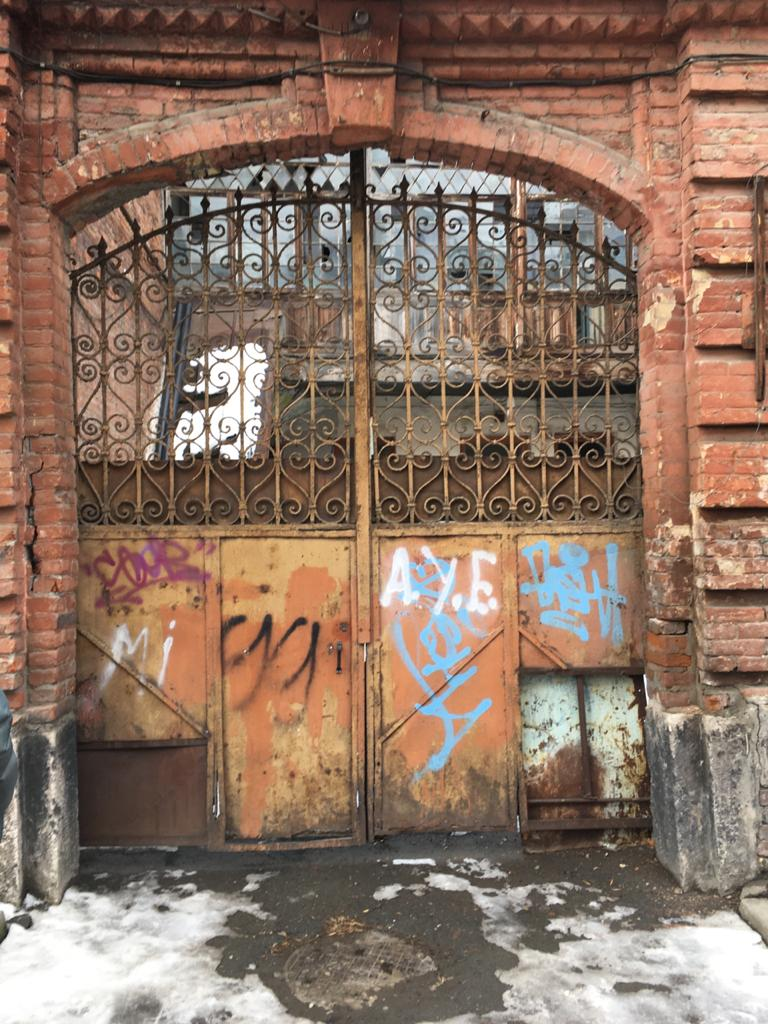
شعار منظمة أي-يو-إي على أحد الابواب

## رد الفعل الرسمي
أفاد المجلس الرئاسي لتنمية المجتمع المدني وحقوق الإنسان أن منظمة إجرامية تابعة أي-يو-إي قد سيطرت على المؤسسات التعليمية في 18 منطقة في روسيا: مناطق جمهورية بورياتيا وموسكو وتشيليابينسك وأوليانوفسك وتفير وزابيكالسكي وستافروبول كراي.
في عام 2020، حظرت الحركة في روسيا.